# Mathieu d'Escouchy
Mathieu d'Escouchy (Le Quesnoy, Norte, 1420-1482) fue un cronista de Picardía durante las últimas etapas de la guerra de los Cien Años.
Su Chronique fue una continuación de la crónica de Enguerrand de Monstrelet, con manuscritos de los cuales aparece como un tercer volumen; fue editado por G. du Fresne de Beaucourt, (3 vols. París, Societé de l'Histoire de France, 1863-1864). Mathieu cubre los años 1444-1467, desde un punto de vista favorable a Borgoña, pero con un intento de imparcialidad, aunque estaba al servicio de Luis XI de Francia, con quien luchó en la batalla de Montlhéry (16 de julio de 1465), después de que fue ennoblecido. Como la mayoría de los hombres alfabetizados de su tiempo, estaba fascinado por las hazañas de armas, los valientes torneos y la estatura social de los hombres (y algunas mujeres) que figuran en su crónica. Su relato del Banquete del Faisán, describe la fiesta ceremonial celebrada en Lille en 1454 por el duque Felipe III de Borgoña, cuya corte estableció las normas para la extravagancia elegante en el siglo XV. 
Fue nombrado concejal y preboste de Péronne. Cayó en contra de la justicia, incluso fue arrestado y torturado, pero finalmente fue puesto en libertad.
En Escouchy, algunos editores leyeron una variante del conocido nombre señorial Coucy.
Describió la llegada de María de Güeldres, esposa de Jacobo II a Escocia el 18 de junio de 1449. Zarpó de Esclusa y desembarcó primero en la isla de May en el fiordo de Forth, haciendo una peregrinación a la capilla de san Adriano el 18 de junio de 1449.